# Wyland-Downtown
Wyland-Downtown ist ein regionaler Radwanderweg (Veloroute 45) in der Schweiz. Er verbindet das Zürcher Weinland (schweizerdeutsch Wyland) mit der Stadt Zürich (Downtown Switzerland) und führt hauptsächlich durch den Kanton Zürich und über kurze Strecken auch durch die Kantone Schaffhausen und Thurgau.
Die Strecke führt zunächst durch das ländliche, von Rebbergen, Ackerflächen und Riegelhäusern geprägte Zürcher Weinland. Nach der Durchquerung der Stadt Winterthur streift der Radweg einige Agglomerationsstädte Zürichs und endet schliesslich mitten im Zürcher Stadtzentrum.